# Vaux-Rouillac
Pour les articles homonymes, voir Vaux.
Vaux-Rouillac est une commune du Sud-Ouest de la France, située dans le département de la Charente (région Nouvelle-Aquitaine).

## Géographie

### Localisation et accès
Vaux-Rouillac est une commune de l'ouest de la Charente située à 4 km au sud de Rouillac et 22 km à l'ouest d'Angoulême. Elle est située à l'extrémité méridionale du canton de Rouillac.
Le bourg de Vaux est aussi à 9 km au nord-est de Jarnac, 11 km au nord-ouest d'Hiersac et 19 km à l'est de Cognac.
À l'écart des grandes routes, la commune est limitée à l'est par la D 14, route de Rouillac à Hiersac. La D 736 entre Rouillac et Jarnac passe au nord-ouest de la commune. Le bourg est desservi par la D 66 et la D 119 qui s'y croisent.
Le bourg de Vaux-Rouillac, bâti sur les flancs et au bas de la colline qui aboutit à la source de la Guirlande, comprend à lui seul la plus grande partie de la population.
De la partie la plus élevée de la commune, vers le nord, la vue s'étend au loin et découvre presque en entier le canton de Jarnac, dont la commune de Vaux est limitrophe.

### Hameaux et lieux-dits
En dehors du bourg, la commune ne comprend que quelques hameaux peu importants : le Bois de Vaux à l'ouest;  Chez Peutier, au sud du bourg, près de la Guirlande ; les Brandes, à la limite de la commune d'Échallat ; Chez Bâvé, etc..

### Communes limitrophes
|            | Rouillac      | Saint-Cybardeaux |
| Sigogne    | Vaux-Rouillac | Échallat         |
| Foussignac | Fleurac       |                  |

### Géologie et relief
La commune occupe un plateau calcaire qui s'abaisse doucement vers le sud, et qui appartient au Portlandien (Jurassique supérieur). Quelques dépôts d'argile et gravier du Tertiaire existent localement au nord de la commune (le Petit Souil) et à l'est (les Brandes),,.
Le sol pierreux se prête principalement à la culture de la vigne.
Le relief de la commune est assez vallonné, principalement au nord et à l'est. Quelques combes convergent vers le sud de la commune et la petite vallée de la Guirlande, comme le Vallon de Nauton au nord, ou la Combe Lamie au sud-est.
Le point culminant de la commune est à une altitude de 169 m, assez exceptionnelle dans cette partie du département, situé à l'extrémité nord de la commune (ancien moulin à vent). Le point le plus bas est à 58 m, situé le long de la Guirlande à l'extrémité méridionale. Le bourg est à environ 100 m d'altitude.

### Hydrographie

#### Réseau hydrographique

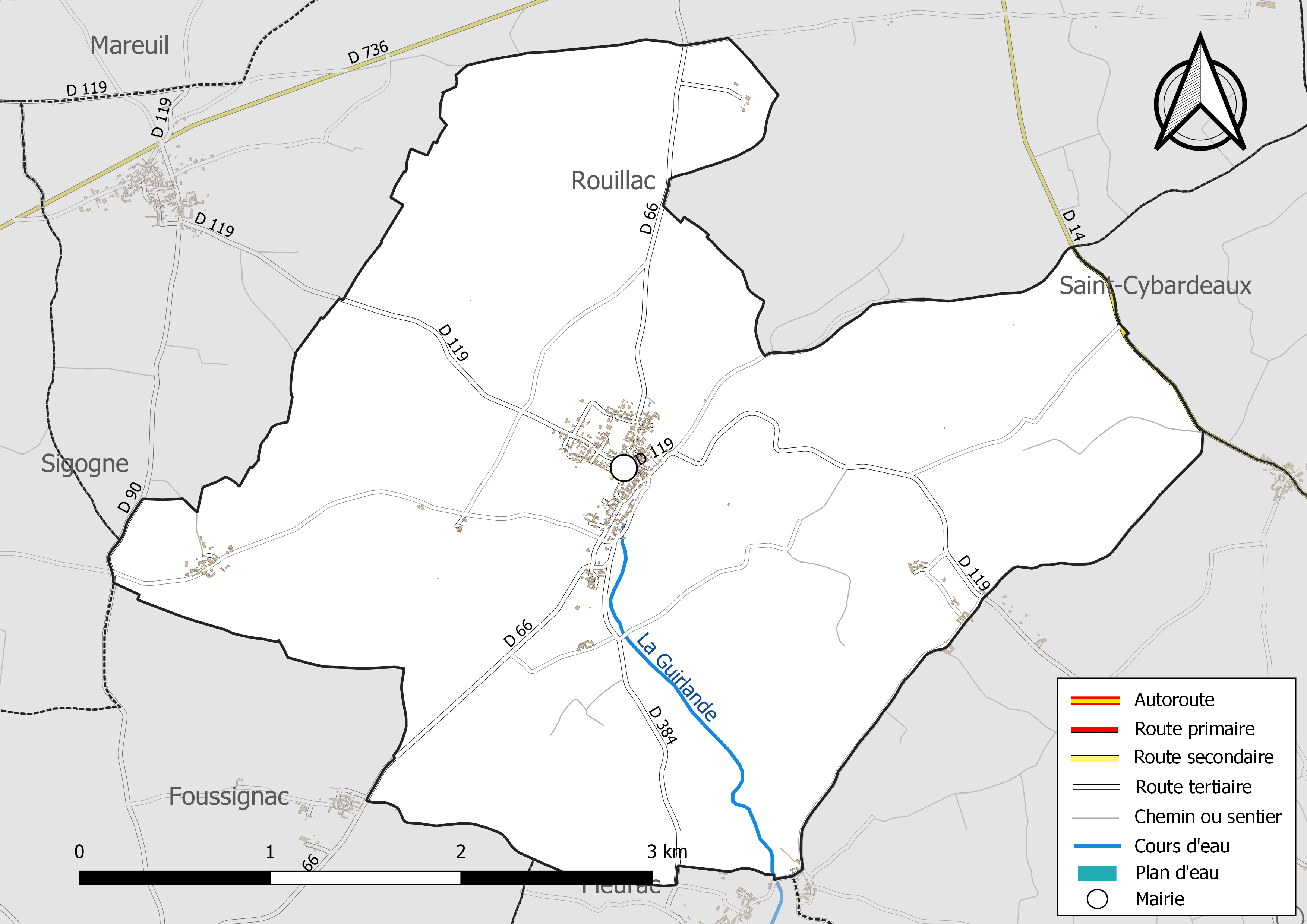
Réseaux hydrographique et routier de Vaux-Rouillac.

La commune est située dans le bassin versant de la Charente au sein du Bassin Adour-Garonne. Elle est drainée par la Guirlande, de,.
Le sud de la commune est arrosé par la Guirlande, petit cours d'eau qui sort d'une source abondante, mais à sec en été sur une partie de son cours, au fond du val qui a donné son nom au chef-lieu, et qui se jette dans la Charente entre Saint-Simon et Bassac.

#### Gestion des eaux
Le territoire communal est couvert par le schéma d'aménagement et de gestion des eaux (SAGE) « Charente ». Ce document de planification, dont le territoire correspond au bassin de la Charente, d'une superficie de 9 300 km2, a été approuvé le 19 novembre 2019. La structure porteuse de l'élaboration et de la mise en œuvre est l'établissement public territorial de bassin Charente. Il définit sur son territoire les objectifs généraux d’utilisation, de mise en valeur et de protection quantitative et qualitative des ressources en eau superficielle et souterraine, en respect des objectifs de qualité définis dans le troisième SDAGE  du Bassin Adour-Garonne qui couvre la période 2022-2027, approuvé le 10 mars 2022.

### Climat
Comme dans les trois quarts sud et ouest du département, le climat est océanique aquitain.

## Urbanisme

### Typologie
Au 1er janvier 2024, Vaux-Rouillac est catégorisée commune rurale à habitat dispersé, selon la nouvelle grille communale de densité à 7 niveaux définie par l'Insee en 2022.
Elle est située hors unité urbaine et hors attraction des villes,.

### Occupation des sols
L'occupation des sols de la commune, telle qu'elle ressort de la base de données européenne d’occupation biophysique des sols Corine Land Cover (CLC), est marquée par l'importance des territoires agricoles (81,1 % en 2018), une proportion sensiblement équivalente à celle de 1990 (81,4 %). La répartition détaillée en 2018 est la suivante : 
cultures permanentes (48,1 %), terres arables (19,2 %), forêts (16,3 %), zones agricoles hétérogènes (13,8 %), zones urbanisées (2,6 %). L'évolution de l’occupation des sols de la commune et de ses infrastructures peut être observée sur les différentes représentations cartographiques du territoire : la carte de Cassini (XVIIIe siècle), la carte d'état-major (1820-1866) et les cartes ou photos aériennes de l'IGN pour la période actuelle (1950 à aujourd'hui).

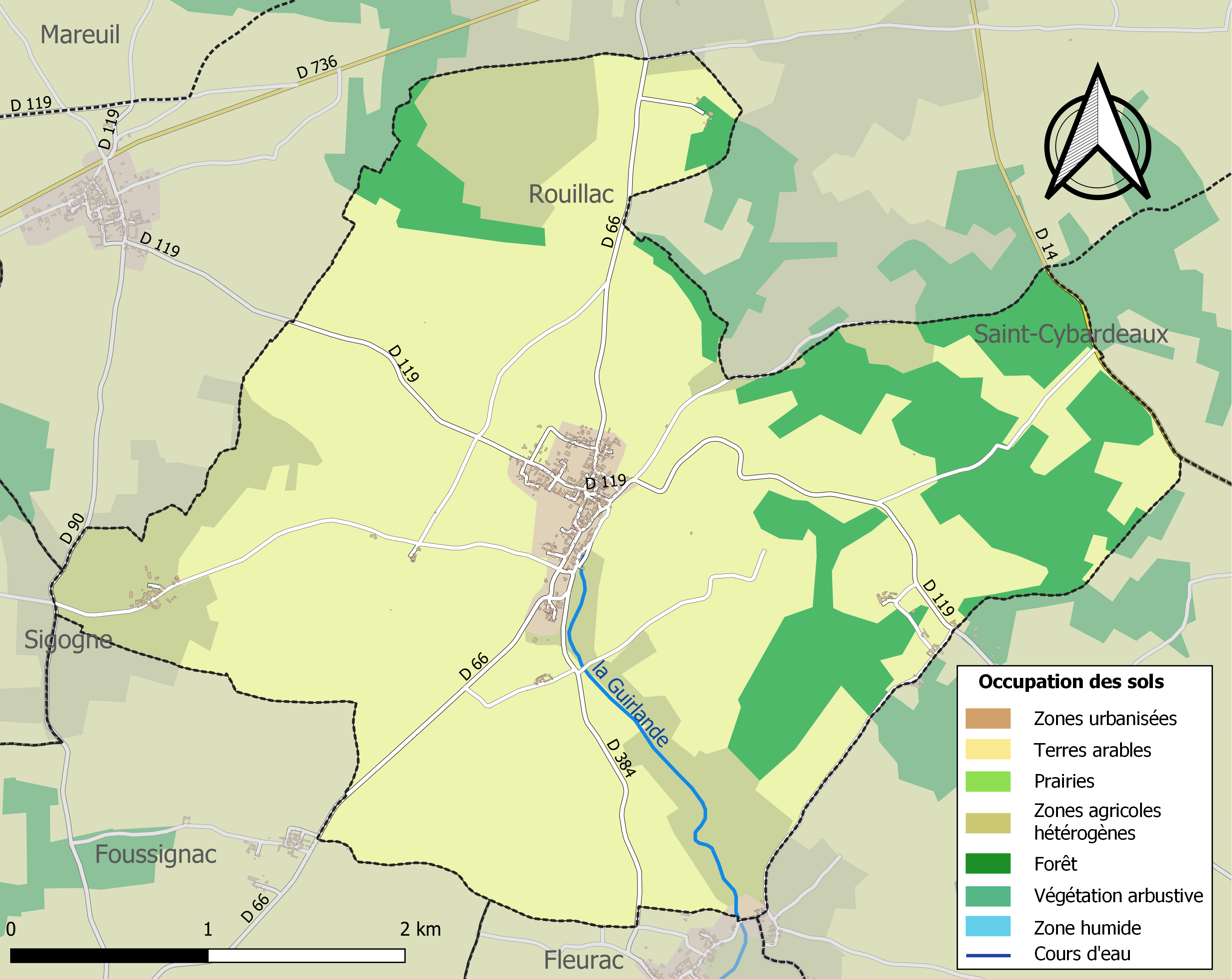
Carte des infrastructures et de l'occupation des sols de la commune en 2018 (CLC).

### Risques majeurs
Le territoire de la commune de Vaux-Rouillac est vulnérable à différents aléas naturels : météorologiques (tempête, orage, neige, grand froid, canicule ou sécheresse) et séisme (sismicité modérée). Il est également exposé à un risque technologique, le transport de matières dangereuses. Un site publié par le BRGM permet d'évaluer simplement et rapidement les risques d'un bien localisé soit par son adresse soit par le numéro de sa parcelle.

#### Risques naturels

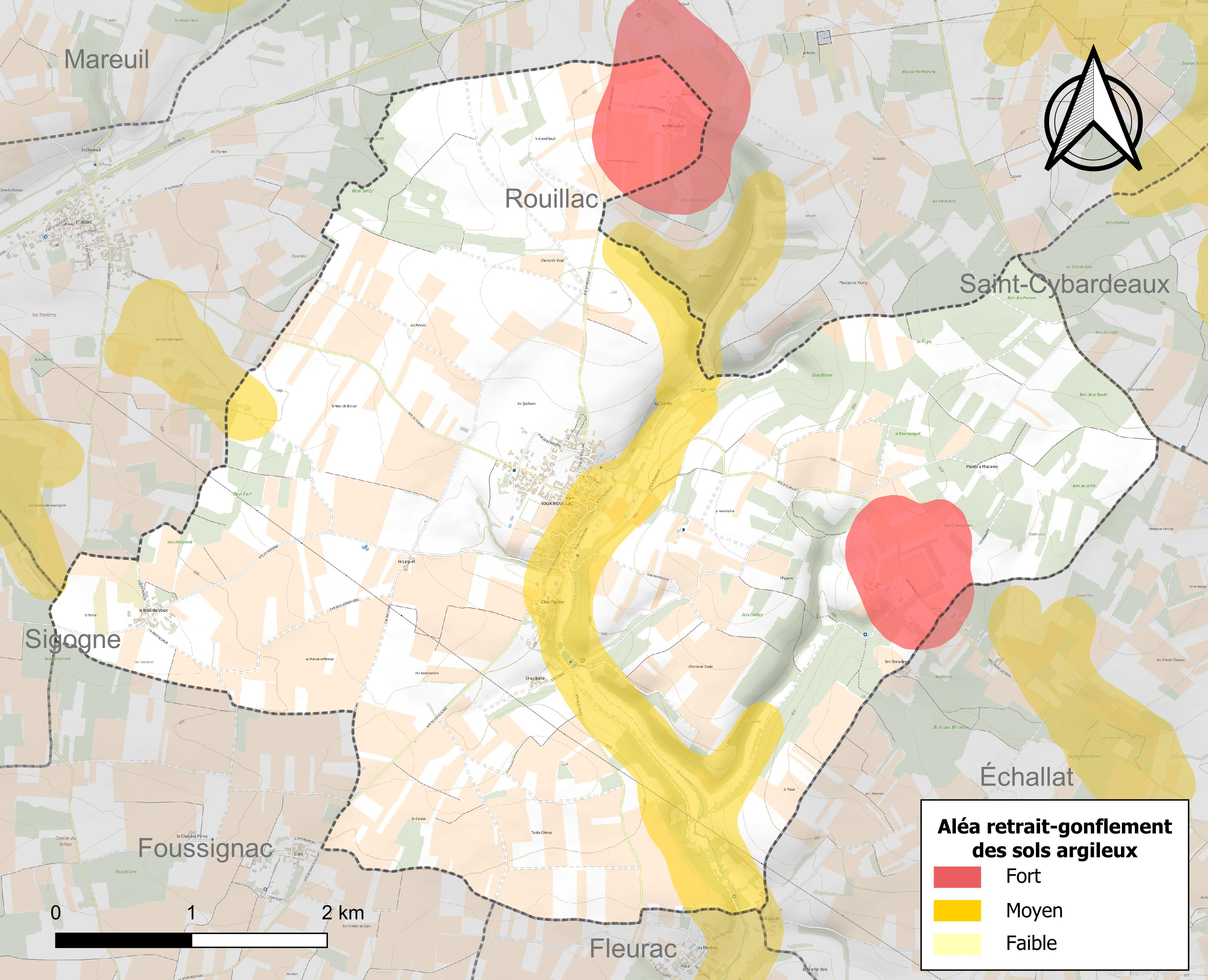
Carte des zones d'aléa retrait-gonflement des sols argileux de Vaux-Rouillac.

Le retrait-gonflement des sols argileux est susceptible d'engendrer des dommages importants aux bâtiments en cas d’alternance de périodes de sécheresse et de pluie. 16,1 % de la superficie communale est en aléa moyen ou fort (67,4 % au niveau départemental et 48,5 % au niveau national). Sur les 175 bâtiments dénombrés sur la commune en 2019, 92 sont en aléa moyen ou fort, soit 53 %, à comparer aux 81 % au niveau départemental et 54 % au niveau national. Une cartographie de l'exposition du territoire national au retrait gonflement des sols argileux est disponible sur le site du BRGM,.
Par ailleurs, afin de mieux appréhender le risque d’affaissement de terrain, l'inventaire national des cavités souterraines permet de localiser celles situées sur la commune.
La commune a été reconnue en état de catastrophe naturelle au titre des dommages causés par les inondations et coulées de boue survenues en 1982, 1987, 1999, 2009 et 2016. Concernant les mouvements de terrains, la commune a été reconnue en état de catastrophe naturelle au titre des dommages causés par des mouvements de terrain en 1999.

#### Risques technologiques
Le risque de transport de matières dangereuses sur la commune est lié à sa traversée par une ou des infrastructures routières ou ferroviaires importantes ou la présence d'une canalisation de transport d'hydrocarbures. Un accident se produisant sur de telles infrastructures est susceptible d’avoir des effets graves sur les biens, les personnes ou l'environnement, selon la nature du matériau transporté. Des dispositions d’urbanisme peuvent être préconisées en conséquence.

## Toponymie
Le nom est attesté par la forme ancienne latinisée de Vallibus vers 1300,.
Le nom de Vaux a pour origine valles, mot latin féminin signifiant « les vallons ». Le masculin est plus tardif.
La paroisse puis commune est orthographiée Vaux sur la carte de Cassini (XVIIIe siècle), puis Vaux-Rouillac sur celle d'état-major (XIXe siècle).
Créée en 1793 sous le nom de Veaux, la commune est devenue Vaux en 1801, puis Vaux-Rouillac au cours du XIXe siècle, probablement pour la distinguer de Vaux près de Lavalette.

## Histoire
L'Antiquité a laissé peu de vestiges sur la commune. La voie d'Agrippa, ancienne voie romaine de Saintes à Limoges et Lyon, limite la commune au nord. Quelques objets ont été trouvés sur le territoire, dont l'un en « forme de cupule ».
Du Moyen Âge, on peut encore voir les restes d'un ancien logis, siège d'un fief qui, au XIVe siècle appartenait à la famille Geoffroy. Dans le premier quart de ce siècle, Geoffroy, seigneur de Vaux, épousa Isabelle de Mosnac, veuve de Jocelyn de Mosnac, et devint par ce mariage, seigneur en partie de Mosnac.
Au XVIe siècle, la seigneurie de Vaux était passée entre les mains de la famille de Montalembert, qui la conserva assez longtemps. Le 17 mai 1628, Jacques de Montalembert, seigneur de Vaux, comparaissait dans l'acte par lequel les deux frères, Jacques et Guy de Montalembert, cédaient à Jean Thomas, écuyer, le fief de Saint-Simon.

## Administration
| Période                                  | Période  | Identité           | Étiquette | Qualité     |
| ---------------------------------------- | -------- | ------------------ | --------- | ----------- |
| Les données manquantes sont à compléter. |          |                    |           |             |
| 1989                                     | 2008     | Michèle Dumousseau |           |             |
| 2008                                     | En cours | Jean-Guy Chauvet   | SE        | Agriculteur |

### Fiscalité
La fiscalité est d'un taux de 24,03 % sur le bâti, 52,77 % sur le non bâti, et 5,88 % pour la taxe d'habitation (chiffres 2007).
La communauté de communes de Rouillac prélève 10,80 % de taxe professionnelle.

## Démographie

### Évolution démographique
L'évolution du nombre d'habitants est connue à travers les recensements de la population effectués dans la commune depuis 1793. Pour les communes de moins de 10 000 habitants, une enquête de recensement portant sur toute la population est réalisée tous les cinq ans, les populations de référence des années intermédiaires étant quant à elles estimées par interpolation ou extrapolation. Pour la commune, le premier recensement exhaustif entrant dans le cadre du nouveau dispositif a été réalisé en 2008.

En 2022, la commune comptait 295 habitants, en évolution de −1,01 % par rapport à 2016 (Charente : −0,48 %, France hors Mayotte : +2,11 %).
| 1793 | 1800 | 1806 | 1821 | 1831 | 1841 | 1846 | 1851 | 1856 |
| ---- | ---- | ---- | ---- | ---- | ---- | ---- | ---- | ---- |
| 760  | 771  | 838  | 793  | 802  | 840  | 958  | 783  | 774  |

| 1861 | 1866 | 1872 | 1876 | 1881 | 1886 | 1891 | 1896 | 1901 |
| ---- | ---- | ---- | ---- | ---- | ---- | ---- | ---- | ---- |
| 822  | 797  | 754  | 721  | 641  | 611  | 554  | 527  | 506  |

| 1906 | 1911 | 1921 | 1926 | 1931 | 1936 | 1946 | 1954 | 1962 |
| ---- | ---- | ---- | ---- | ---- | ---- | ---- | ---- | ---- |
| 508  | 512  | 468  | 460  | 394  | 404  | 389  | 361  | 342  |

| 1968 | 1975 | 1982 | 1990 | 1999 | 2006 | 2008 | 2013 | 2018 |
| ---- | ---- | ---- | ---- | ---- | ---- | ---- | ---- | ---- |
| 342  | 343  | 330  | 321  | 294  | 298  | 299  | 300  | 296  |

| 2022 | - | - | - | - | - | - | - | - |
| ---- | - | - | - | - | - | - | - | - |
| 295  | - | - | - | - | - | - | - | - |

### Pyramide des âges
La population de la commune est relativement âgée.
En 2018, le taux de personnes d'un âge inférieur à 30 ans s'élève à 27,3 %, soit en dessous de la moyenne départementale (30,2 %). À l'inverse, le taux de personnes d'âge supérieur à 60 ans est de 36,2 % la même année, alors qu'il est de 32,3 % au niveau départemental.
En 2018, la commune comptait 163 hommes pour 133 femmes, soit un taux de 55,07 % d'hommes, largement supérieur au taux départemental (48,41 %).
Les pyramides des âges de la commune et du département s'établissent comme suit.
| Hommes | Classe d’âge | Femmes |
| ------ | ------------ | ------ |
| 0,0    | 90 ou +      | 3,0    |
| 6,1    | 75-89 ans    | 15,0   |
| 25,2   | 60-74 ans    | 24,1   |
| 19,0   | 45-59 ans    | 20,3   |
| 17,2   | 30-44 ans    | 16,5   |
| 14,1   | 15-29 ans    | 9,0    |
| 18,4   | 0-14 ans     | 12,0   |

| Hommes | Classe d’âge | Femmes |
| ------ | ------------ | ------ |
| 1      | 90 ou +      | 2,7    |
| 9,2    | 75-89 ans    | 12     |
| 20,6   | 60-74 ans    | 21,3   |
| 20,7   | 45-59 ans    | 20,3   |
| 16,8   | 30-44 ans    | 16     |
| 15,6   | 15-29 ans    | 13,4   |
| 16,1   | 0-14 ans     | 14,3   |

### Remarques
En 150 ans la commune a perdu 68 % de sa population.

## Économie

### Agriculture
La viticulture occupe une partie de l'activité agricole. La commune est classée dans les Fins Bois, dans la zone d'appellation d'origine contrôlée du cognac.

### Commerces
Vaux-Rouillac qui compte une brasserie artisanale et un carreleur.

## Équipements, services et vie locale

### Enseignement
L'école publique a été jusqu'à 2016 un RPI entre Vaux-Rouillac, Douzat et Échallat. L'école communale, qui ne comportait qu'une seule classe élémentaire, est fermée depuis 2016. Le secteur scolaire est Rouillac.

### Autres services
Il n'y a aucun autre service sur la commune de Vaux-Rouillac, tous sont à Rouillac située à 4 km.

## Lieux et monuments
Il n'y a aucun monument inscrit ou classé sur la commune, l'église paroissiale Saint-Remi date de la fin du XIXe siècle et a remplacé une ancienne chapelle.
Le patrimoine environnemental avec la vallée de la Guirlande est marqué par les sources et fontaines.

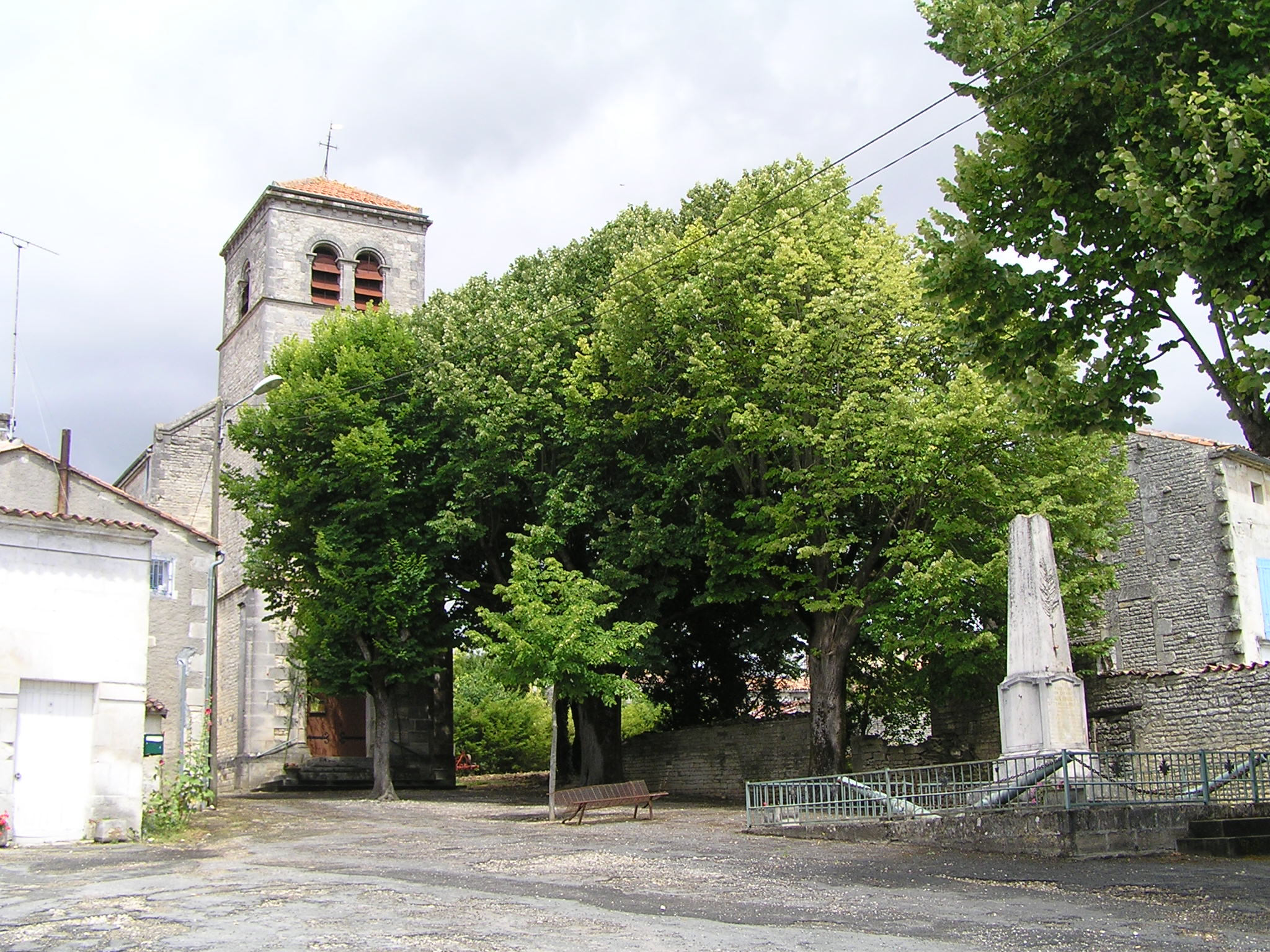
L'église et le monument aux morts.
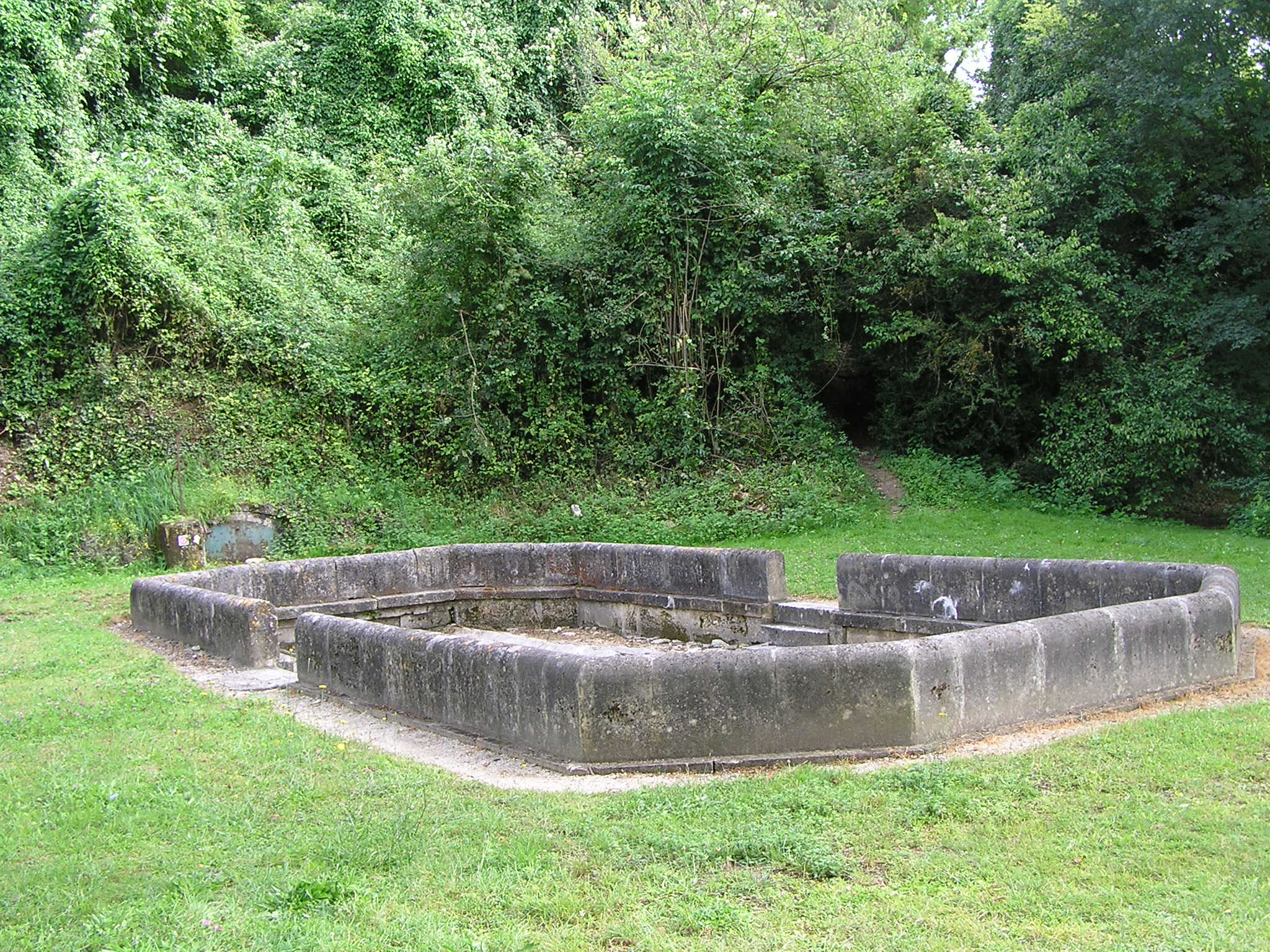
Lavoir.
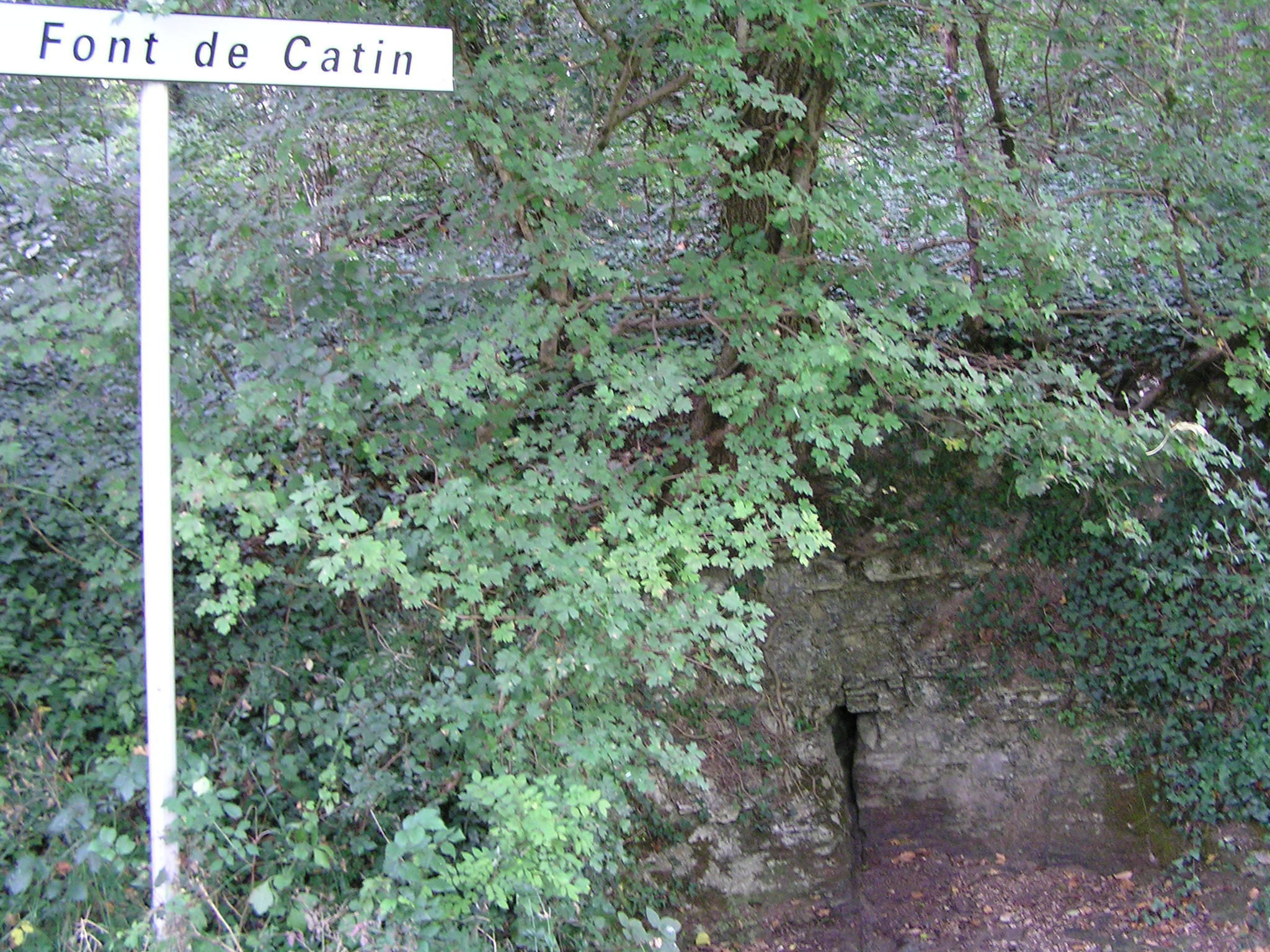
Fontaine.